# Ramsès Naguib
Vous pouvez aider à l'améliorer ou bien discuter des problèmes sur sa page de discussion.
- Il ne cite pas suffisamment ses sources. Vous pouvez indiquer les passages à sourcer avec {{référence nécessaire}} ou {{Référence souhaitée}}, et inclure les références utiles en les liant aux notes de bas de page. (Marqué depuis octobre 2024)
- Son texte doit être wikifié : il ne correspond pas à la mise en forme Wikipédia (style, typographie, liens internes, liens entre les wikis, etc.). (Marqué depuis octobre 2024)
- Son introduction est soit absente, soit non conforme aux conventions de Wikipédia. (Marqué depuis octobre 2024)

- Archive Wikiwix
- Bing
- Cairn
- DuckDuckGo
- E. Universalis
- Gallica
- Google
- G. Books
- G. News
- G. Scholar
- Persée
- Qwant
- (zh) Baidu
- (ru) Yandex
- (wd) trouver des œuvres sur Wikidata

Pour les articles homonymes, voir Naguib.
Ramsès Naguib ou Ramsis Nagib (en arabe : رمسيس نجيب ; 8 juin 1921 - 4 février 1977) était un acteur, producteur de cinéma et réalisateur égyptien.
Il a épousé la célèbre actrice Lobna Abdel Aziz. Il s'est converti à l'Islam selon une interview donnée par Lobna Abdel Aziz. Il l'a épousée, puis il a divorcé contre sa volonté et contre son propre gré.

## Filmographie
- 1974 : La balle est toujours dans ma poche Producteur
- 1968 : Trois femmes Productrice
- 1968 : La Splendeur de l'Amour Producteur
- 1967 : La dignité de ma femme Producteur
- 1963 : La Fiancée du Nil Producteur
- 1962 : Lettre d'une inconnue Distributeur
- 1962 : Je suis le fugitif Distributeur
- 1961 : Oh Islam Coproducteur
- 1959 : Huda - Réalisateur[1]
- 1957 : Ismail Yassine dans la Marine Coproducteur
- 1956 : La Sangsue Coproducteur
- 1954 : Pity My Tears Coproducteur
- 1946 : L'Ange de la Miséricorde Coproducteur
- 1942 : Ibn El-Balad Acteur